# Kosienky
Kosienky (893 m) – szczyt w orograficznie lewych zboczach Harmaneckiej doliny w Wielkiej Fatrze na Słowacji. Jest zakończeniem południowego grzbietu szczytu Črhľa oddzielającego dwie boczne odnogi Harmaneckiej doliny: dolinę Túfna i dolinę Rakytov. Do Harmaneckiej doliny Kosienky opada urwistymi, wapiennymi ścianami. Poza tym jest całkowicie porośnięty lasem.
Południowymi podnóżami szczytu Kosienky przebiega linia kolejowa nr 170 Vrútky – Bańska Bystrzyca oraz droga krajowa nr 14. Szczyt Kosienky znajduje się na obszarze Parku Narodowego Wielka Fatra
.